# Gerardo Torres
Gerardo Joaquín Torres Herrera (ur. 14 marca 1977 w Méridzie) – meksykański piłkarz występujący na pozycji środkowego pomocnika.

## Kariera klubowa
Torres jest wychowankiem akademii juniorskiej zespołu Club Atlas z siedzibą w mieście Guadalajara. Do treningów seniorskiej drużyny został włączony jako dwudziestolatek przez szkoleniowca Efraína Floresa i w meksykańskiej Primera División zadebiutował 8 lutego 1997 w zremisowanym 3:3 spotkaniu z Monterrey i już w debiucie wpisał się na listę strzelców. Kilkanaście miesięcy później został podstawowym zawodnikiem Atlasu i w tej roli zdobył wicemistrzostwo Meksyku w sezonie Verano 1999. Było to jednak jedyne osiągnięcie, które odniósł podczas niemal ośmioletniego pobytu w klubie. Ogółem w barwach Atlasu zdobył 15 goli w 215 ligowych spotkaniach, kilka razy wziął także udział w Copa Libertadores.
Latem 2004 Torres został zawodnikiem rywala Atlasu zza miedzy – Tecos UAG. Tutaj nie potrafił wywalczyć sobie pewnego miejsca w wyjściowej jedenastce; osiągnął tytuł wicemistrza Meksyku w sezonie Clausura 2005, jednak w roli rezerwowego. Także w drużynie Monarcas Morelia, gdzie spędził rozgrywki 2005/2006, nie był podstawowym piłkarzem ekipy. W styczniu 2009, po sześciu miesiącach bezrobocia, wyjechał do Wenezueli, gdzie podpisał umowę ze stołecznym klubem Caracas FC. Wywalczył z nim mistrzostwo kraju i wziął udział w Copa Libertadores, po czym powrócił do swojego rodzinnego miasta, podpisując kontrakt z tamtejszym drugoligowcem Mérida FC. Profesjonalną karierę piłkarską zakończył w wieku 32 lat.

## Kariera reprezentacyjna
W 1997 roku Torres znalazł się w składzie powołanym przez selekcjonera José Luisa Reala na reprezentacji Meksyku U-20 na Młodzieżowe Mistrzostwa Świata w Malezji. Był wówczas podstawowym graczem kadry, rozgrywając wszystkie cztery mecze i strzelając gola w meczu fazy grupowej ze Zjednoczonymi Emiratami Arabskimi (5:0), za to jego drużyna odpadła ostatecznie z turnieju w 1/8 finału.